# Bourgs sur Colagne
Bourgs sur Colagne é uma comuna francesa na região administrativa da Occitânia, no departamento de Lozère. Estende-se por uma área de 53.09 km², e possui 2.115 habitantes, segundo o censo de 2018, com uma densidade de 40 hab/km².
Foi criada, em 1 de janeiro de 2016, a partir da fusão das antigas comunas de Le Monastier-Pin-Moriès e Chirac.